# Guthrie (Oklahoma)
Guthrie – miasto w Stanach Zjednoczonych, w stanie Oklahoma, w hrabstwie Logan.